# Tamgały
Tamgały (kaz. Тамғалы), także Tangbały (kaz. Таңбалы) – rezerwat archeologiczny w Kazachstanie, w obwodzie ałmackim, na północ od miejscowości Karabastau, wpisany na listę światowego dziedzictwa UNESCO. Zachowało się około 5000 rysunków naskalnych, datowane na okresy średniego brązu, późnego brązu, wczesnego okresu koczowniczego, okresu dominacji Saków, plemion usuńskich oraz turskich.
W rezerwacie można natrafić na miejsca pochówku z grobowcami zamykanymi głazami czy kurhany z kamieni i ziemi. Najwięcej petroglifów oraz ołtarzy można spotkać w środkowym kanionie – prawdopodobnie było to miejsce składania ofiar.
Petroglify oraz osady ludzkie tworzą razem 48 kompleksów archeologicznych.